# Apanthura robertiana
Apanthura robertiana là một loài chân đều trong họ Anthuridae. Loài này được Monod miêu tả khoa học năm 1925.